# West Torrens City
Koordinaten: 34° 56′ S, 138° 34′ O

Die City of West Torrens ist ein lokales Verwaltungsgebiet (LGA) im australischen Bundesstaat South Australia. West Torrens gehört zur Metropole Adelaide, der Hauptstadt von South Australia. Das Gebiet ist 37 km² groß und hat etwa 62.000 Einwohner (Stand 2021).
West Torrens liegt an der Küste von Adelaide und grenzt im Osten an das Stadtzentrum. Das Gebiet beinhaltet 25 Stadtteile: Adelaide Airport, Ashford, Brooklyn Park, Camden Park, Cowandilla, Fulham, Glandore, Glenelg North, Hilton, Keswick, Kurralta Park, Lockleys, Marleston, Mile End, Mile End South, Netley, Novar Gardens, Plympton, North Plympton, Richmond, West Richmond, Thebarton, Torrensville, Underdale und West Beach. Der Verwaltungssitz des Councils befindet sich im Stadtteil Hilton.

## Verwaltung
Der West Torrens City Council hat 15 Mitglieder, 14 Councillor werden von den Bewohnern der sieben Wards gewählt (je zwei aus Airport, Hilton, Keswick, Lockleys, Morphett, Pympton und Thebarton Ward). Diese sieben Bezirke sind unabhängig von den Stadtteilen festgelegt. Der Ratsvorsitzende und Mayor (Bürgermeister) wird zusätzlich von allen Bewohnern der City gewählt.